# Copipanolis fasciata
Copipanolis fasciata là một loài bướm đêm trong họ Noctuidae.